# Buron de Belles-Aigues
Pour les articles homonymes, voir Buron (homonymie).
Le buron de Belles-Aigues (ou maison du Buronnier) est un musée ethnologique français situé sur la commune de Laveissière au centre du département du Cantal, en France.

## Le buron
Il se situe au cœur de la forêt de Belles-Aigues, sur le versant nord de la Peyre Ourse, à 1050 mètres d'altitude, face au puy de Seycheuse.
Plus précisément, le buron est bâti au cœur d'une montagne d'une vingtaine d'hectares environ, la Montagne d'Allanche, partie de la forêt jadis défrichée, où paissent encore les Salers, en surplomb des Gorges de l'Alagnon.
Le buron de Belles-Aigues fut en activité jusque dans les années 1960. Puis il a été transformé en musée par le Parc naturel régional des Volcans d'Auvergne.

## Le musée
Il retrace la vie des buronniers à travers le mobilier d'origine, des vidéos, des plaquettes, un guide, des témoignages. Le mode de vie et le travail des buronniers y sont détaillés. La fabrication des fromages d'Auvergne est aussi expliquée à l'intérieur d'une cave d'affinage.
La visite comprend également la dégustation des fromages AOP d'Auvergne (Cantal, Salers, Bleu d'Auvergne, Saint-Nectaire et Fourme d'Ambert) et d'autres produits régionaux (liqueur de gentiane Avèze, miel, charcuterie).
Le buron est également destiné à l'accueil de randonneurs et à des veillées auvergnates en été.
Le musée est ouvert uniquement de mai à octobre.

## Accès
Prendre la route forestière de Belles-Aigues entre Murat et le Lioran. L'accès peut se faire en voiture et en car depuis l'entrée près du Lioran.